# Blåshål (geologi)
Ett blåshål är ett geologiskt naturfenomen som finns i en del såväl öppna som slutna  grottor i form av en liten öppning i grottans tak. Blåshål finns såväl i havsgrottor som landgrottor.

## Havsvarianten

Havsvarianten av ett blåshål. Vågor pressas in i grottöppning.

Här syftar blåshål på öppningar där vatten passerar ut.
Dessa blåshål finns i öppna havsgrottor på klippstränder nära strandkanten där små naturliga tunnlar leder från grottans öppning inåt land. När en våg i tillräcklig styrka slår in i grottan pressas vattnet inåt längs väggarna och forsar även in i tunnlarna. Genom det ökande trycket pressas vattnet även uppåt och kastas genom blåshålet högt upp i luften likt en gejser. Dessa blåshål utsätts för ständig erosion och därmed kommer med tiden den spektakulära effekten att minska. 
Det troligen största havsblåshålet i världen är Kiama blowhole eller Khanterintee och finns nära Kiama i New South Wales i Australien. Här kan vattenpelarna från blåshålet nå en höjd av cirka 10 meter. 

## Landvarianten

Landvarianten av ett blåshål. Luft pressas in eller ut från en underjordisk grotta.

Här syftar blåshål på öppningar där luft passerar in och ut.
Dessa blåshål finns i slutna större landgrottor där tryckskillnaderna mellan luften utanför och innanför öppningen leder till att luften sugs in i grottan eller pressas ut. När luften utanför är svalare än luften innanför sugs luften in och omvänd när luften innanför är svalare pressas luften ut. Beroende på grottans storlek skapar luftpassagen starka blåsljud. 
Det troligen mest kända blåshålet i världen är Wupatki Pueblo blowhole och finns nära Flagstaff i Arizona i USA. Här kan vindarna i blåshålet nå en hastighet av cirka 14 meter/sekund. 

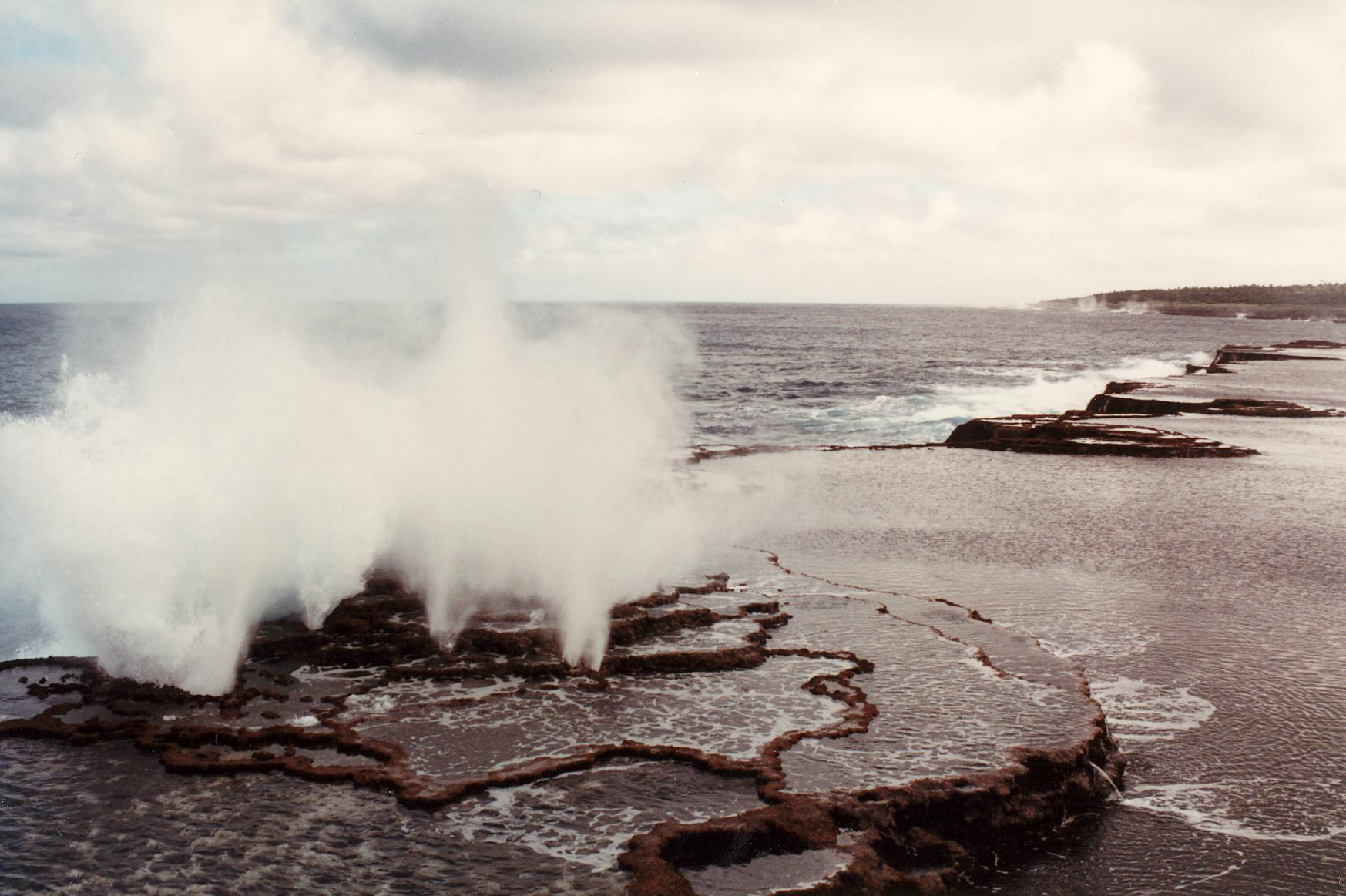
Mapu'a'a Vaea blowholes, Tongatapu, Tonga.
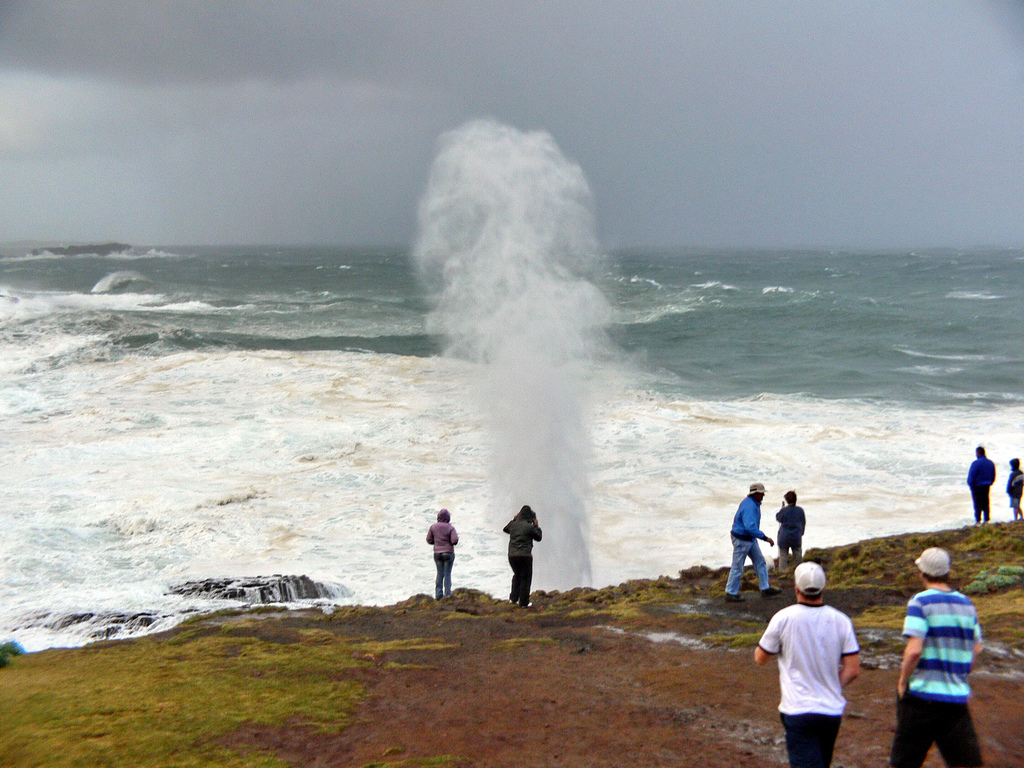
Kiama blowhole, New South Wales, Australien.
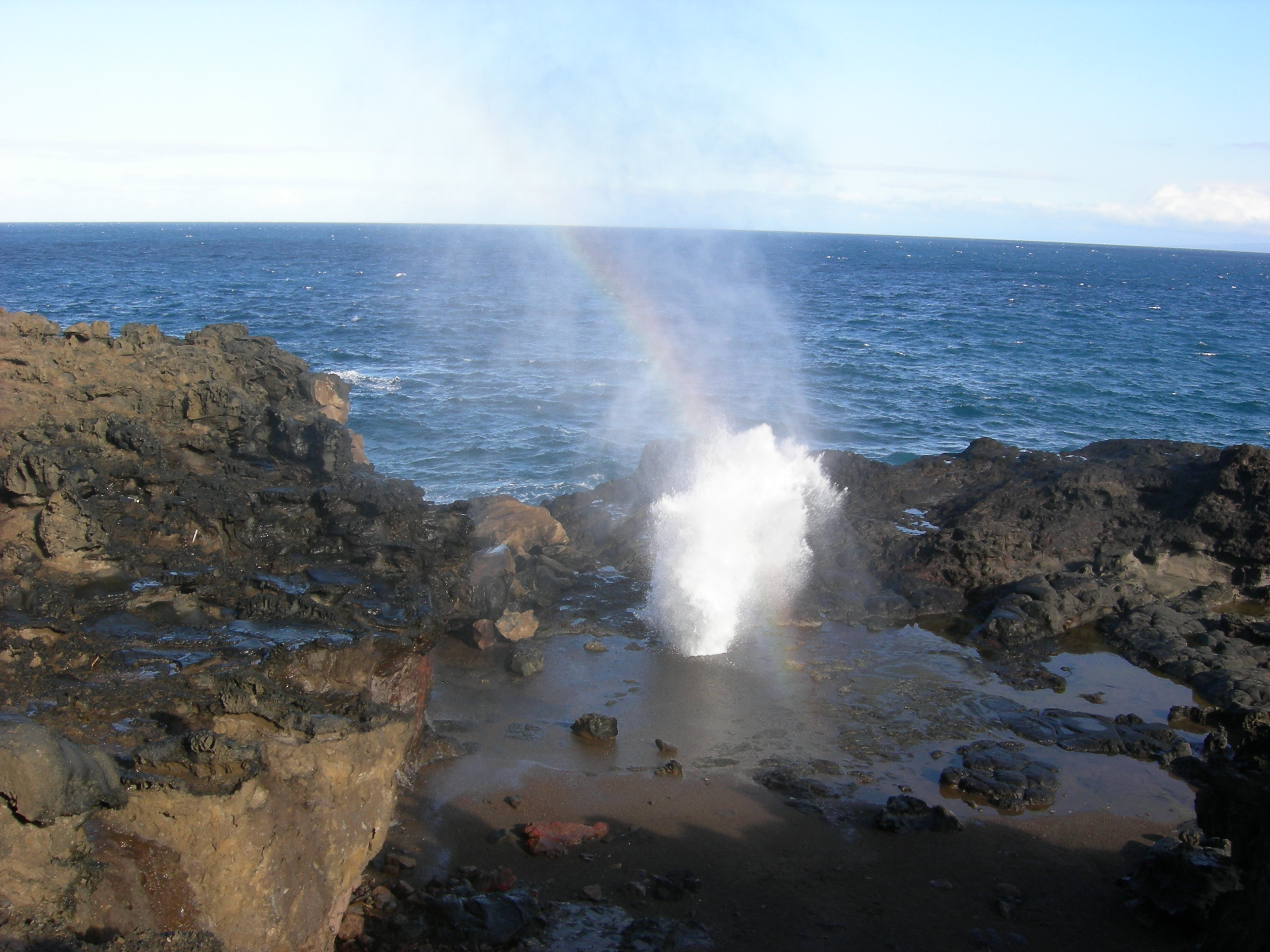
Nakalele blowhole, Maui, Hawaii.
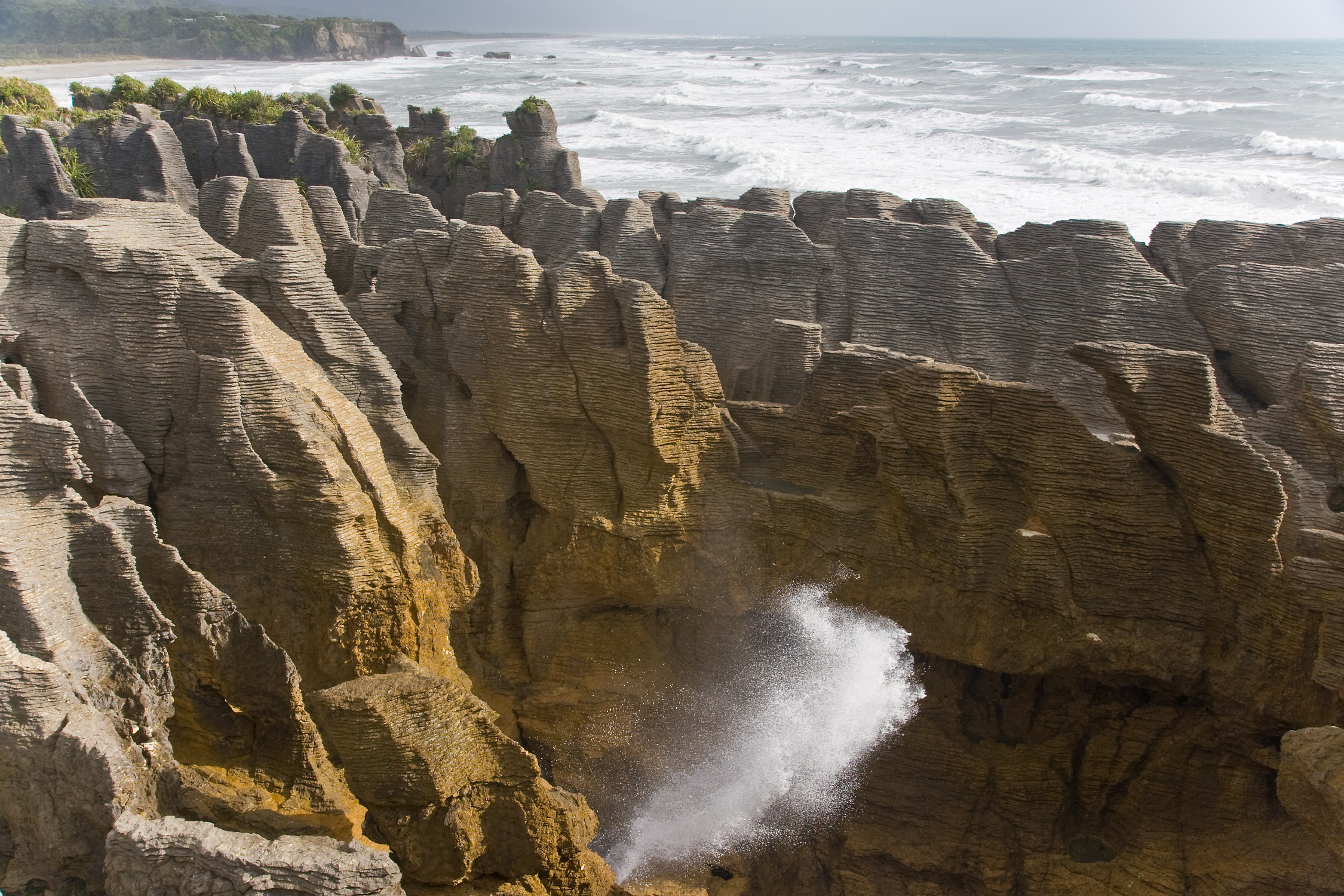
Pancake blowhole, Punakaiki, Nya Zeeland.
- Nakalele Point, Maui.